# Decapterus koheru
Cá Koheru (danh pháp hai phần: Decapterus koheru, là một loài cá nục thuộc chi Decapterus, được tìm thấy duy nhất giữa Bắc Cape và Cape Đông của đảo Bắc của New Zealand, giữa vùng biển rạn san hô và các khu vực ngoài khơi. Chiều dài của nó là từ 25 đến 50 cm.